# Ivar Tønsberg
Jens Ivar Nikolaj Stausgaard Tønsberg (født 19. april 1961) er en dansk maler.
Tønsberg er uddannet ved Det Kongelige Danske Kunstakademi i perioden 1986-1992, og har modtaget arbejdslegater fra både Statens Kunstfond og Center for Dansk Billedkunst.
Ivar Tønsberg har bl.a. udstillet på Sophienholm (1990), Charlottenborg (1995), Den frie Udstillingsbygning (1997), Nordisk Kunstcenter, Sveaborg, Helsinki (1993) og The Contemporary Art Center, Vilnius.